# Super Bowl XLVIII
Super Bowl XLVIII – czterdziesty ósmy finał o mistrzostwo zawodowej ligi futbolu amerykańskiego NFL, rozegrany 2 lutego 2014 roku na stadionie MetLife Stadium w East Rutherford w New Jersey. Jest to miejsce rozgrywania domowych spotkań dla drużyn New York Jets i New York Giants.

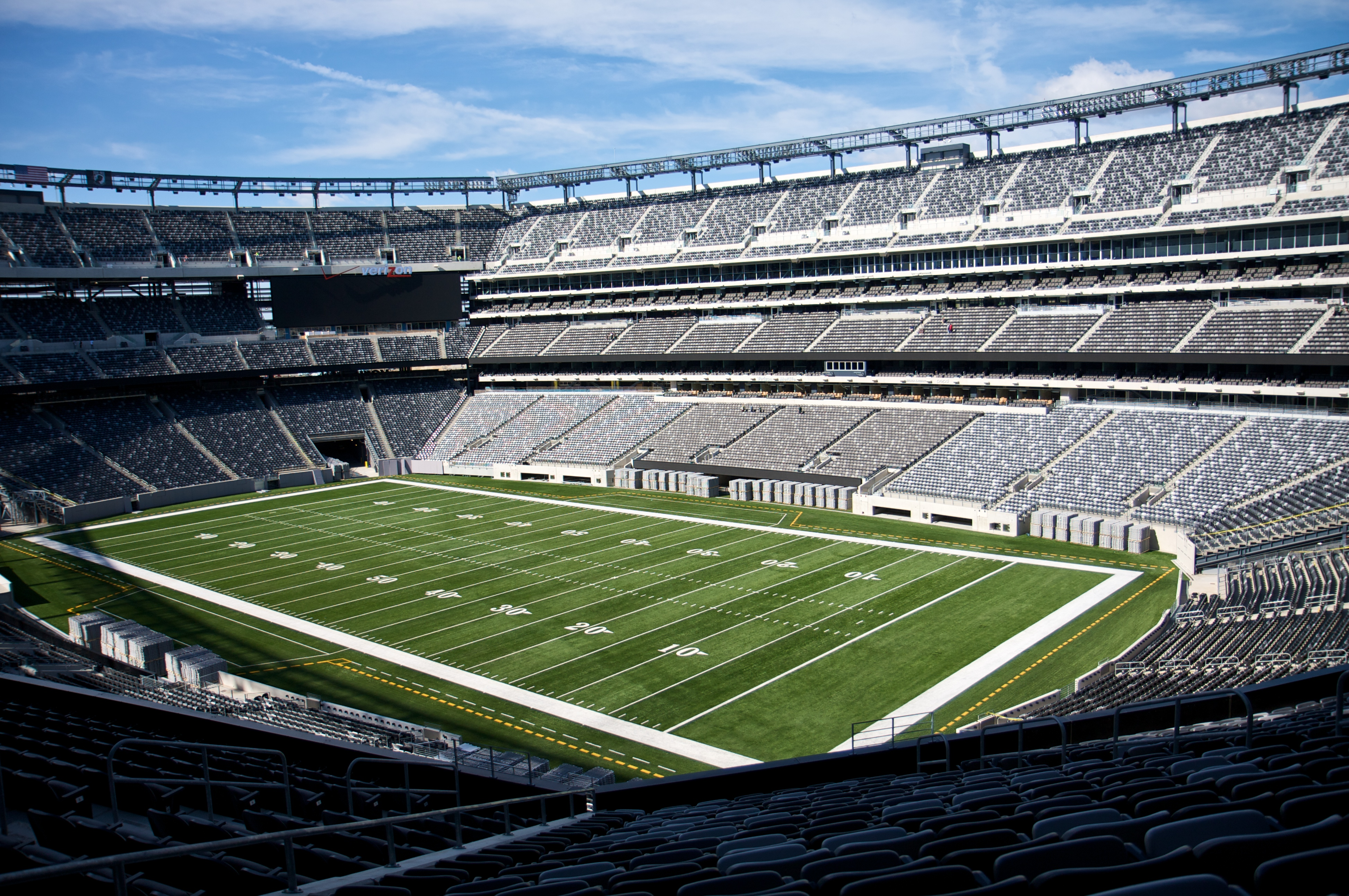
MetLife Stadium – miejsce rozegrania XLVIII Super Bowl

Spotkały się w nim zespoły mistrza konferencji NFC, Seattle Seahawks oraz mistrza konferencji AFC, Denver Broncos.
Zgodnie z przyjętą konwencją Broncos, jako przedstawiciele AFC, byli gospodarzem parzystego Superbowl. Mecz zakończył się zwycięstwem Seattle Seahawks 43-8. Najlepszym graczem meczu wybrany został linebacker Seahawks Malcolm Smith.
Hymn Stanów Zjednoczonych przed meczem zaśpiewała Renée Fleming, a w przerwie meczu na stadionie wystąpili Bruno Mars oraz Red Hot Chili Peppers.